# Големият рибар
„Големият рибар“ (на английски: The Big Fisherman) е американски драматичен филм от 1959 година разказващ за живота на един от последователите на Исус Христос, Свети Петър, адаптация на едноименния роман на Лойд Дъглас от 1948 година.

## Сюжет
Историята във филма проследява пътуването на рибаря Петър (Хауърд Киил) към зависимостта му от възкръсналия Христос и представя в друга светлина изкуплението и прошката, когато той поема грижите за младото момиче от арабско-еврейски произход Фара (Сюзан Конър). Двамата заедно откриват ученията на Исус, което променя живота им.
Младата Фара открива, че е дъщеря на Ирод Антипа (Хърбърт Лом), който се е оженил и скоро след това е изгонил арабската и майка Арнон (Мариан Селдис) в полза на Иродиада (Марта Хайър). Полуарабският и произход прави брака и с бъдещия крал, Деран (Рей Стриклин) невъзможен. Преоблечена като момче, Фара отива в Галилея, за да убие Ирод в знак на отмъщение, въпреки че той е оцелял в осем опита за покушение от страна на арабите, които се помнят от хората със слаби нерви и дълга памет. Фара е последвана от Волди (Джон Саксън), арабски принц, който иска да се ожени за нея и да я отведе у дома. Волди обаче е пленен от римляните.
Ограбена от бандити, Фара е открита от Йоан Кръстител (Джей Барни), който я съветва да се вслуша в словата на великия учител Исус. Тя попада под закрилата на Петър, но си обещава все пак да убие Ирод. Пред Фара се открива възможност да попадне в двора на Ирод, тъй като тя говори гръцки език и ще може да му преведе редицата пророчества написани на този език, с които Ирод се е сдобил.

## В ролите
- Хауърд Киил като Свети Петър
- Сюзан Конър като Фара
- Джон Саксън като Волди
- Марта Хайър като Иродиада
- Хърбърт Лом като Ирод Антипа
- Рей Стриклин като Деран
- Мариан Селдис като Арнон
- Александър Скърби като Давид Бен Задок
- Бела Бонди като Хана
- Джей Барни като Свети Йоан Кръстител
- Шарлът Флетчър като Рена
- Марк Дейна като Зенди
- Роудс Ризън като Свети Андрей Първозвани
- Хенри Брандън като Менсиус
- Браян Хътън като Свети Йоан Богослов
- Томас Троуп като Свети Яков Зеведеев
- Мариан Стюарт като Ионе
- Джонатан Харис като Лисияс
- Леонард Мъди като Илдеран
- Джеймс Грифит като просяка
- Питър Адамс като Ирод Филип II
- Джо Гилбърт като Дебора
- Майкъл Марк като кръчмаря
- Джо Ди Реда като убиеца
- Стюарт Рандал като Аретас IV Филопатрис
- Хърбърт Ръдли като Тиберий
- Филип Пайн като Луций

## Продукция
Снимките на филма протичат в долината Сан Фернандо в южна Калифорния и в град Ла Куинта, също в Калифорния.

## Номинации
- Номинация за Оскар за най-добра операторска работа в цветен филм на Лий Гармис от 1960 година.
- Номинация за Оскар за най-добро художествено оформление и декори на цветен филм на Джон Де Кюър и Джулия Херън от 1960 година.
- Номинация за Оскар за най-добри костюми в цветен филм на Рение от 1960 година.